# Gave d'Oloron
Pour les articles homonymes, voir Oloron.
Le gave d'Oloron (ou lo gaver, lo gave de Sauveterre) est une rivière française des Pyrénées qui coule dans les départements des Pyrénées-Atlantiques et des Landes.

## Étymologie
Le mot gave signifie cours d'eau torrentiel.

## Géographie
|  |  |

Le gave d'Oloron naît à Oloron-Sainte-Marie dans le département des Pyrénées-Atlantiques de la confluence du gave d'Aspe et du gave d'Ossau.
Il est rejoint par le gave de Pau à l'amont de Peyrehorade dans le département des Landes où ils forment les gaves réunis avant de se jeter dans 
l'Adour. Sa longueur est de 148,17 km.

## Départements et villes traversés
Pyrénées-Atlantiques
- Abitain
- Andrein
- Araujuzon
- Araux
- Aren
- Athos-Aspis
- Audaux
- Auterrive
- Autevielle-Saint-Martin-Bideren
- Barraute-Camu
- Bastanès
- Bugnein
- Carresse-Cassaber
- Castagnède
- Castetbon
- Castetnau-Camblong
- Dognen
- Escos
- Estos
- Géronce
- Guinarthe-Parenties
- Gurs
- Jasses
- Laàs
- Ledeuix
- Léren
- Méritein
- Montfort
- Moumour
- Narp
- Navarrenx
- Oloron-Sainte-Marie
- Oraàs
- Orin
- Ossenx
- Poey-d'Oloron
- Préchacq-Josbaig
- Préchacq-Navarrenx
- Saint-Dos
- Saint-Gladie-Arrive-Munein
- Saint-Pé-de-Léren
- Saucède
- Sauveterre-de-Béarn
- Sus
- Susmiou
- Verdets
- Viellenave-de-Navarrenx

Landes
- Peyrehorade, Sorde-l'Abbaye

## Principaux affluents
Les deux gaves, gave d'Aspe et gave d'Ossau, par leur réunion forment le gave d'Oloron.
Puis rejoignent le gave :
- le Vert (rg[note 1]

), le Joos (rg), le Lausset (rg), le Saison (ou gave de Mauléon) (rg).
- l'Escou (rd), l'Auronce (rd), l'arrèc Heurèr (rd), le Saleys (rd).

Peu après Oloron-Sainte-Marie il reçoit les eaux du Vert mais son affluent principal est le Saison, ou gave de Mauléon, qui arrose la vallée de la Soule. Il rejoint le gave d'Oloron, en rive gauche, sur la commune d'Autevielle-Saint-Martin-Bideren.

## Hydrologie
Le débit du gave d'Oloron a été observé durant une période de 87 ans (1922-2008), à Escos, localité du département des Pyrénées-Atlantiques située à peu de distance de son confluent avec les Gaves réunis. La surface ainsi étudiée est de 2 456 km2, soit la quasi-totalité du bassin versant de la rivière.
Le module de la rivière à Escos est de 102,00 m3/s.
Le gave d'Oloron présente des fluctuations saisonnières de débit bien marquées, comme généralement en milieu montagnard. Son régime est principalement nival avec une composante pluviale assez importante. Les hautes eaux se caractérisent par un double sommet, le premier en décembre correspondant aux pluies de fin d'automne avec un débit mensuel moyen de 131 m3/s. En janvier on assiste à une légère baisse du débit qui se prolonge jusqu'au mois de mars (117 à 120 m3/s pour ces trois mois), une part plus importante des précipitations étant retenue dans la montagne, sous forme de neige. Le second sommet se déroule au printemps, en avril et surtout en mai et correspond avant tout à la fonte des neiges. Il se caractérise par des débits mensuels moyens de 148 et 161 m3/s, respectivement pour ces deux mois. Dès le mois de juin, le débit baisse rapidement, jusqu'aux basses eaux (étiage) d'été qui ont lieu de juillet à septembre inclus, entraînant une  baisse du débit mensuel moyen jusqu'au plancher de 34 m3/s au mois d'août, ce qui reste d'ailleurs fort confortable. Mais ces moyennes mensuelles occultent des fluctuations plus prononcées sur de courtes périodes ou selon les années.

### Étiage ou basses eaux
Aux étiages, le VCN3 peut chuter jusque 12 m3/s, ce qui ne peut cependant être qualifié de sévère.

### Crues
Les crues, quant à elles, peuvent être très importantes, comme il est de règle en territoire montagneux. Le volume considérable des crues est dû à l'importance du bassin de la rivière ainsi que de son module. Les QIX 2 et QIX 5 valent respectivement 1 200 et 1 600 m3/s. Le QIX 10 est de 1 800 m3/s, le QIX 20 de 2 100 m3/s, tandis que le QIX 50 se monte à 2 400 m3/s.
Le débit instantané maximal enregistré à Escos a été de 1 960 m3/s le 6 octobre 1992, tandis que la valeur journalière maximale était de 1 920 m3/s le 29 novembre 1931. En comparant la première de ces valeurs à l'échelle des QIX de la rivière, il apparaît que cette crue n'était même pas d'ordre vicennal, et donc nullement exceptionnelle.

### Lame d'eau et débit spécifique
Le gave d'Oloron est une rivière très abondante. La lame d'eau écoulée dans son bassin versant est de 1 308 millimètres annuellement, ce qui est plus ou moins quatre fois supérieur à la moyenne d'ensemble de la France tous bassins confondus, mais tout à fait normal comparé aux divers cours d'eau de la région occidentale des Pyrénées, généralement très abondants. Le débit spécifique (ou Qsp) atteint 41,4 litres par seconde et par kilomètre carré de bassin.